# レッツゴー!! ライダーキック
「レッツゴー!! ライダーキック」は、1971年5月25日に日本コロムビアから発売された藤岡弘および藤浩一（子門真人）のシングル（型番：SCS-130）。藤浩一にとっては6枚目のシングルである。1978年12月に藤浩一版がオリジナル盤と同内容で再発売された（ただし、ジャケットデザインは異なる）。再発盤の型番はSCS-453。

## 概要
特撮テレビドラマ『仮面ライダー』の主題歌（オープニングテーマ・エンディングテーマ）を収録したシングルである。朝日ソノラマからの原盤供給により日本コロムビアから発売され、売上枚数130万枚を超える大ヒットとなった。
初発時にはシングル盤のほかに他作品の主題歌2曲（『帰ってきたウルトラマン』「ガメラシリーズ」など）とカップリングしたコンパクト盤も発売されていた。表題曲「レッツゴー!! ライダーキック」は初回プレス盤では番組主演の藤岡弘が歌唱するバージョンを収録していたが、後に藤浩一が歌唱するバージョンに差し替えられた。差し替えの際にレコードの型番は変更されなかったが、ジャケット写真が仮面ライダー1号から仮面ライダー2号のものに変更されている。
表題曲「レッツゴー!! ライダーキック」には仮面ライダー2号を演じていた佐々木剛によるカバー曲をはじめ「Let's Go RiderKick 2011」などカバーしたアーティストも多数おり、藤岡弘も2000年発売のマキシシングル『Power Child』で「レッツゴー!! ライダーキック 〜2000 Ver〜」（『RIDER CHIPS featuring 藤岡弘』名義）として、2006年発売のマキシシングル『荒野のサムライ 〜明日に向って走れ〜』で「レッツゴー!! ライダーキック 2006」としてそれぞれリメイクしている。
2023年公開の映画『シン・仮面ライダー』においてもエンディングテーマ曲として使用されており、予告編では同作の本郷猛役である池松壮亮によってカバーされている。

## 収録曲
1. レッツゴー!! ライダーキック
  - 作詞：石森章太郎 / 作曲・編曲：菊池俊輔 / 歌：藤浩一（初回盤のみ藤岡弘）、メール・ハーモニー

特撮テレビドラマ『仮面ライダー』初代オープニングテーマ。
2. 仮面ライダーのうた
  - 作詞：八手三郎 / 作曲・編曲：菊池俊輔 / 歌：藤浩一、メール・ハーモニー

特撮テレビドラマ『仮面ライダー』初代エンディングテーマ。

## カバー

### レッツゴー!! ライダーキック
| リリース日     | アーティスト           | 収録CDなど                                                   | 詳細 |
| -------------- | ---------------------- | ------------------------------------------------------------ | --- |
| 1977年         | 若草ジャイアンツ       | ディスコ・ベイビーちゃん                                     | メドレー曲「ディスコ・ベイビーちゃん」の1曲として                                                             |
| 1992年09月21日 | ザ・マイクハナサーズ   | ヒーロー大行進                                               | メドレー曲「ヒーロー大行進」の1曲として                                                                       |
| 1998年02月21日 | アニメタル             | アニメタル・マラソンII 特撮編                                | |
| 1998年09月23日 | 佐々木剛               | 石ノ森章太郎 男も泣けるTV主題歌集                            | |
| 2001年07月29日 | アニパンク             | アニパンクLIVE!                                              | |
| 2002年08月21日 | MJR                    | ライダー・ジャズ                                             | |
| 2008年06月04日 | たかはし智秋、今井麻美 | THE IDOLM@STER RADIO COLORFUL MEMORIES                       | |
| 2011年04月20日 | 仮面ライダーGIRLS      | Let's Go RiderKick 2011                                      | 「Let's Go RiderKick 2011」として                                                                             |
| 2015年09月09日 | RIDER CHIPS            | KAMEN RIDER Anniversary Collaboration Project 改造〜Covers〜 | |
| 2024年10月09日 | Machico                | CDツイン スーパー戦隊 VS 仮面ライダー 2015〜2024             | 「レッツゴー!!ライダーキック〜Exercise Version〜」として CDにはショートサイズを収録、フルサイズは配信リリース |

### 仮面ライダーのうた
| リリース日     | アーティスト                   | 収録CDなど             | 詳細 |
| -------------- | ------------------------------ | ---------------------- | ---- |
| 2002年08月21日 | MJR                            | ライダー・ジャズ       |      |
| 2004年02月18日 | RIDER CHIPS featuring m.c.A・T | 仮面ライダーのうた     |      |
| 2009年03月18日 | 大川透                         | 百歌声爛 -男性声優編Ⅲ- |      |